# Bloody Roar 2
Bloody Roar 2 (Japans :ブラッディロア2), in Japan en Europa ook wel uitgebracht onder de naam Bloody Roar 2: Bringer of the New Age, is het tweede deel uit de Bloody Roarreeks, een serie vechtspellen gecreëerd door Hudson Soft. Bloody Roar 2 werd ontwikkeld door Eighting/Raizing en in 1999 uitgebracht. In de Verenigde Staten kwam het spel uit onder de naam Bloody Roar 2: The New Breed.

## Ontvangst
| Beoordeeld door                | Jaar | Platform    | Score |
| ------------------------------ | ---- | ----------- | ----- |
| PSX Extreme                    | 1999 | PlayStation | 90%   |
| IGN                            | 1999 | PlayStation | 88%   |
| Absolute Playstation           | 1999 | PlayStation | 88%   |
| Absolute Playstation           | 1999 | PlayStation | 85%   |
| Power Unlimited                | 1999 | PlayStation | 83%   |
| Adrenaline Vault, The (AVault) | 1999 | PlayStation | 80%   |
| Meristation                    | 1999 | PlayStation | 80%   |
| Freak                          | 1999 | PlayStation | 79%   |
| GameSpot                       | 1999 | PlayStation | 61%   |
| Game Revolution                | 1999 | PlayStation | 58%   |